# SheBelieves Cup
La SheBelieves Cup è una competizione calcistica a invito istituita negli Stati Uniti d'America nel 2016, riservata alle nazionali di calcio femminili di tutto il mondo e che si svolge con cadenza annuale.
La formula prevede un torneo a quattro squadre che, scontrandosi in un girone all'italiana, determinano la nazionale vincitrice tramite il punteggio assegnato, 3 punti per la vittoria, 1 in caso di pareggio e 0 se sconfitte.

## Edizioni
| Anno | Vincitore   | 2º posto    | 3º posto    | 4º posto      |
| ---- | ----------- | ----------- | ----------- | ------------- |
| 2016 | Stati Uniti | Germania    | Inghilterra | Francia       |
| 2017 | Francia     | Germania    | Inghilterra | Stati Uniti   |
| 2018 | Stati Uniti | Inghilterra | Francia     | Germania      |
| 2019 | Inghilterra | Stati Uniti | Giappone    | Brasile       |
| 2020 | Stati Uniti | Spagna      | Inghilterra | Giappone      |
| 2021 | Stati Uniti | Brasile     | Canada      | Argentina     |
| 2022 | Stati Uniti | Islanda     | Rep. Ceca   | Nuova Zelanda |
| 2023 | Stati Uniti | Giappone    | Brasile     | Canada        |
| 2024 | Stati Uniti | Canada      | Brasile     | Giappone      |
| 2025 | Giappone    | Stati Uniti | Colombia    | Australia     |

## Statistiche

### Vittorie per squadra
| Squadra       | Titoli                                       | 2º posto       | 3º posto             | 4º posto       |
| ------------- | -------------------------------------------- | -------------- | -------------------- | -------------- |
| Stati Uniti   | 7 (2016, 2018, 2020, 2021, 2022, 2023, 2024) | 2 (2019), 2025 |                      | 1 (2017)       |
| Inghilterra   | 1 (2019)                                     | 1 (2018)       | 3 (2016, 2017, 2020) |                |
| Giappone      | 1 (2025)                                     | 1 (2023)       | 1 (2019)             | 2 (2020, 2024) |
| Francia       | 1 (2017)                                     |                | 1 (2018)             | 1 (2016)       |
| Germania      |                                              | 2 (2016, 2017) | 1 (2018)             |                |
| Brasile       |                                              | 1 (2021)       | 2 (2023, 2024)       | 1 (2019)       |
| Canada        |                                              | 1 (2024)       | 1 (2021)             | 1 (2023)       |
| Islanda       |                                              | 1 (2022)       |                      |                |
| Spagna        |                                              | 1 (2020)       |                      |                |
| Colombia      |                                              |                | 1 (2025)             |                |
| Rep. Ceca     |                                              |                | 1 (2022)             |                |
| Argentina     |                                              |                |                      | 1 (2021)       |
| Australia     |                                              |                |                      | 1 (2025)       |
| Nuova Zelanda |                                              |                |                      | 1 (2022)       |